# Chabuata calva
Chabuata calva là một loài bướm đêm trong họ Noctuidae.